# Henri II de Vianden
Henri II de Vianden, mort en septembre 1337 à Famagouste (Chypre) est comte de Vianden de 1315/1316 à 1337 avec sa sœur Adélaïde de Vianden (nl).

## Biographie
Henri est le fils du comte Philippe II de Vianden (mort en 1315/1316) et d'Adélaïde d'Arnsberg, fille de Louis comte d'Arnsberg (de) († 1313) et de Pétronille de Juliers (vers 1255 – après 1300), fille du comte Guillaume IV de Juliers, et le petit-fils du comte Godefroi Ier de Vianden († 1307/1310). Sa sœur Adélaïde (1309-1376), avec qui il partage la gouvernance du comté, est mariée au comte Othon II de Nassau, de la maison de Nassau-Siegen.
Henri eut aussi une seigneurie sous son oncle Gérard V de Juliers († 1328).
Il se marie en 1335/1336 avec Marie de Namur (1322 - vers 29 octobre 1357),  fille de Jean Ier, margrave de Namur et de Marie d'Artois.
En 1337 il décide de voyager avec son beau-frère Philippe III de Namur par Chypre vers la Terre Sainte. Cependant, durant leur séjour à Famagouste, lui et ses compagnons se comportèrent de manière si dépravée que les habitants de la ville les tuèrent. Henri et le margrave de Namur furent alors enterrés dans l'église franciscaine de Famagouste (l'église des Cordeliers).
La lignée masculine "de Vianden" disparaît avec Henri II. Sa fille, Marie de Vianden (1337-1400), lui succède à peine née. Elle épousera Simon III de Sponheim-Kreuznach († 1414 et lui-même comte de Vianden jusqu'en 1349) le 23 juillet 1348 (ou en 1346). Leur fille Élisabeth abandonne ses possessions en 1417 à Englebert Ier de Nassau-Dillenbourg, le petit-fils d'Othon II de Nassau et d'Adélaïde de Vianden. Englebert est alors fait comte de Vianden. 
Marie de Namur se remarie en 1340/1342 avec Thibaut de Bar (? - 1353/1354), seigneur de Pierrepont.